# 板皮類
板皮類（ばんぴるい、英：Placoderm）は、古生代オルドビス紀に出現し、デボン紀に世界中の海域で繁栄した化石魚類の一群である。脊椎動物亜門の下位分類群の一つ、板皮綱（学名：Placodermi）に所属する魚類の総称として用いられる。デボン紀末期までに完全に絶滅し、棘魚類に比べても、存続した期間は短かった。

## 概要
知られている限り最古の板皮類の化石記録はシルル紀前期のXiushanosteus mirabilisであり、その起源はオルドビス紀にまでさかのぼると考えられている。しかしながらシルル紀の地層からの報告はごく少数で、知られている化石種の大半はデボン紀のものである。同時代に淡水域で繁栄した棘魚類とは対照的に、板皮類は海で多様な種分化を遂げ、ほぼ全世界の海域に分布していた。一方で、胴甲目の仲間や節頸目の1科など、一部の種類は淡水魚であったことが示唆されている。また、脊椎動物としては最古の、胎生による繁殖を行うグループ（Ptyctodontiformes 目）も化石から発見されている。
多くは上下に平たく縦扁した体型をしており、水底付近で暮らす底生魚であったと考えられている。ダンクルオステウスなど数mにもなる大型種も知られているが、ほとんどの仲間は体長1m未満であった。デボン紀後期に起きた生物の大量絶滅で姿を消し、軟骨魚綱の魚類にその地位を急速に奪われることになった。石炭紀以降の記録は知られていない。

## 形態

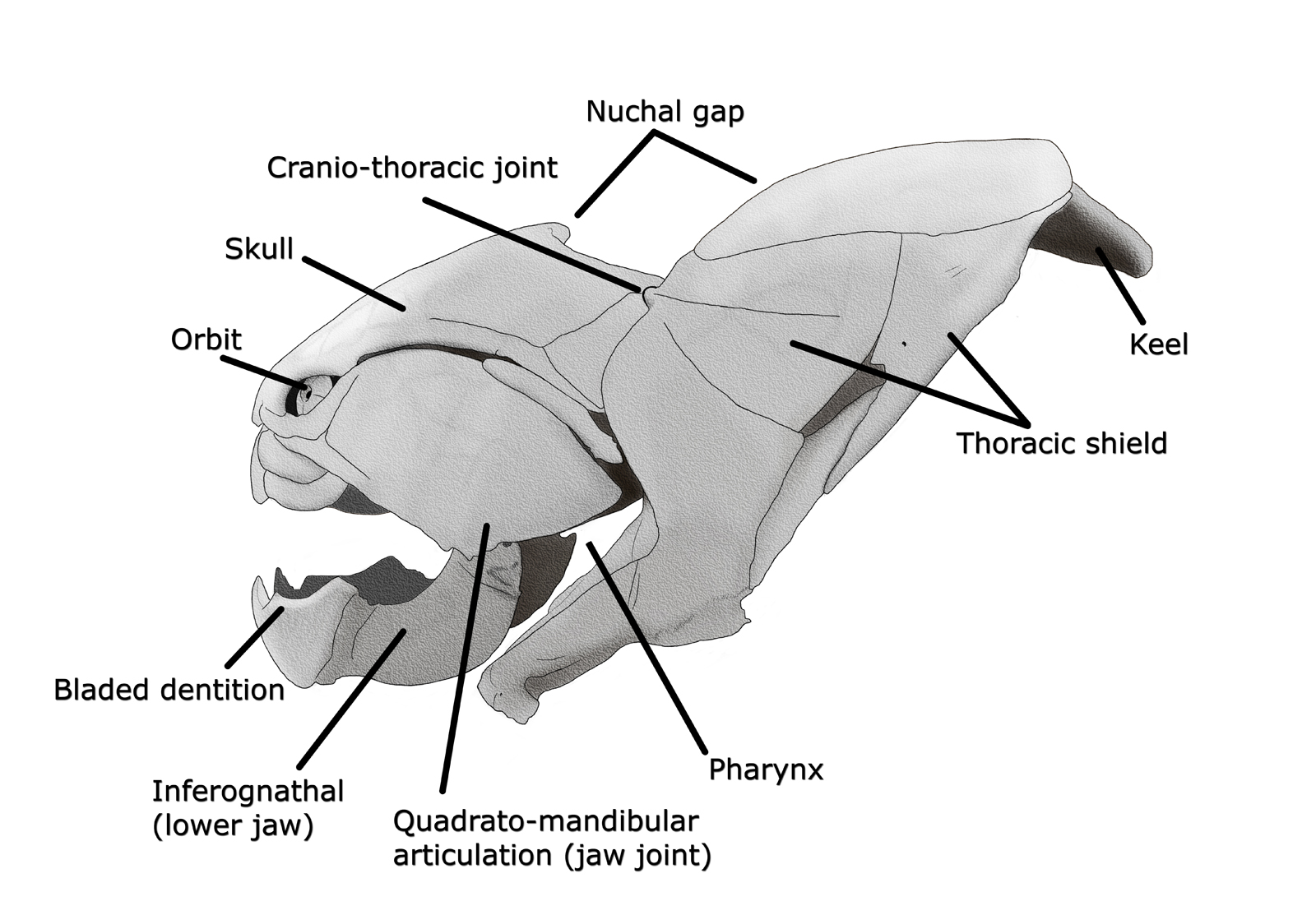
ダンクルオステウスの骨格図。頑丈な頭甲と胴甲は蝶番状の関節によって連結される

### 頭蓋骨
板皮類は顎（あご）に骨を備えた最初の脊椎動物である。歯状の突起に変形した顎骨によって、獲物を効率よく捕食することが可能となっていた。長らく真の歯はもたないと考えられていたが、2012年の研究では少なくとも一部の属は真の歯を持っていたという可能性が指摘されている。

### 装甲
頭部から肩部にかけての胴体は頑丈な骨板（それぞれ頭甲・胴甲と称する）によって覆われ、板皮類の独特な外見を作り出している。この装甲は関節によって接続された複数の甲板からなり、種類によっては可動性をもつ。

### 体形

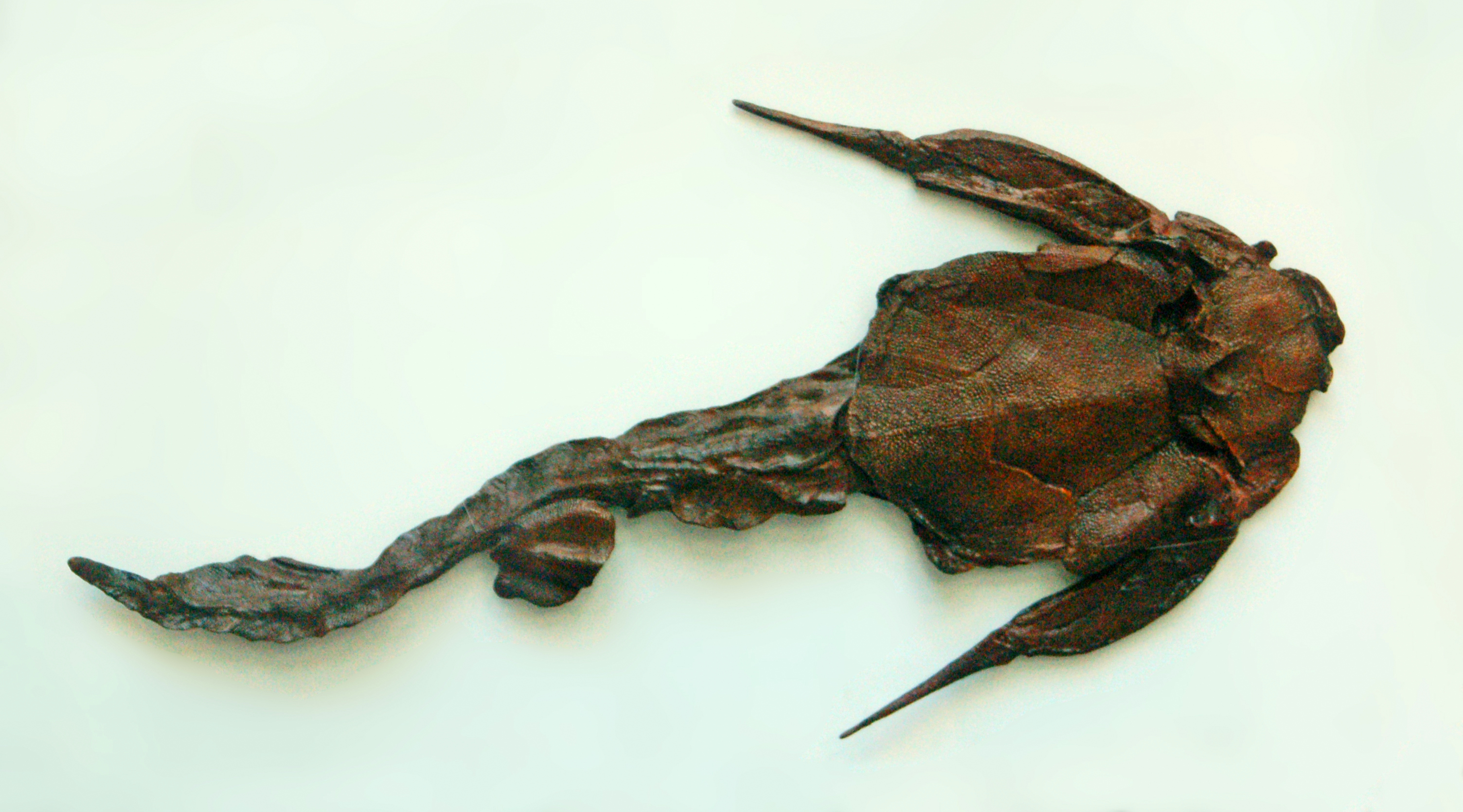
全身化石が知られるボトリオレピス
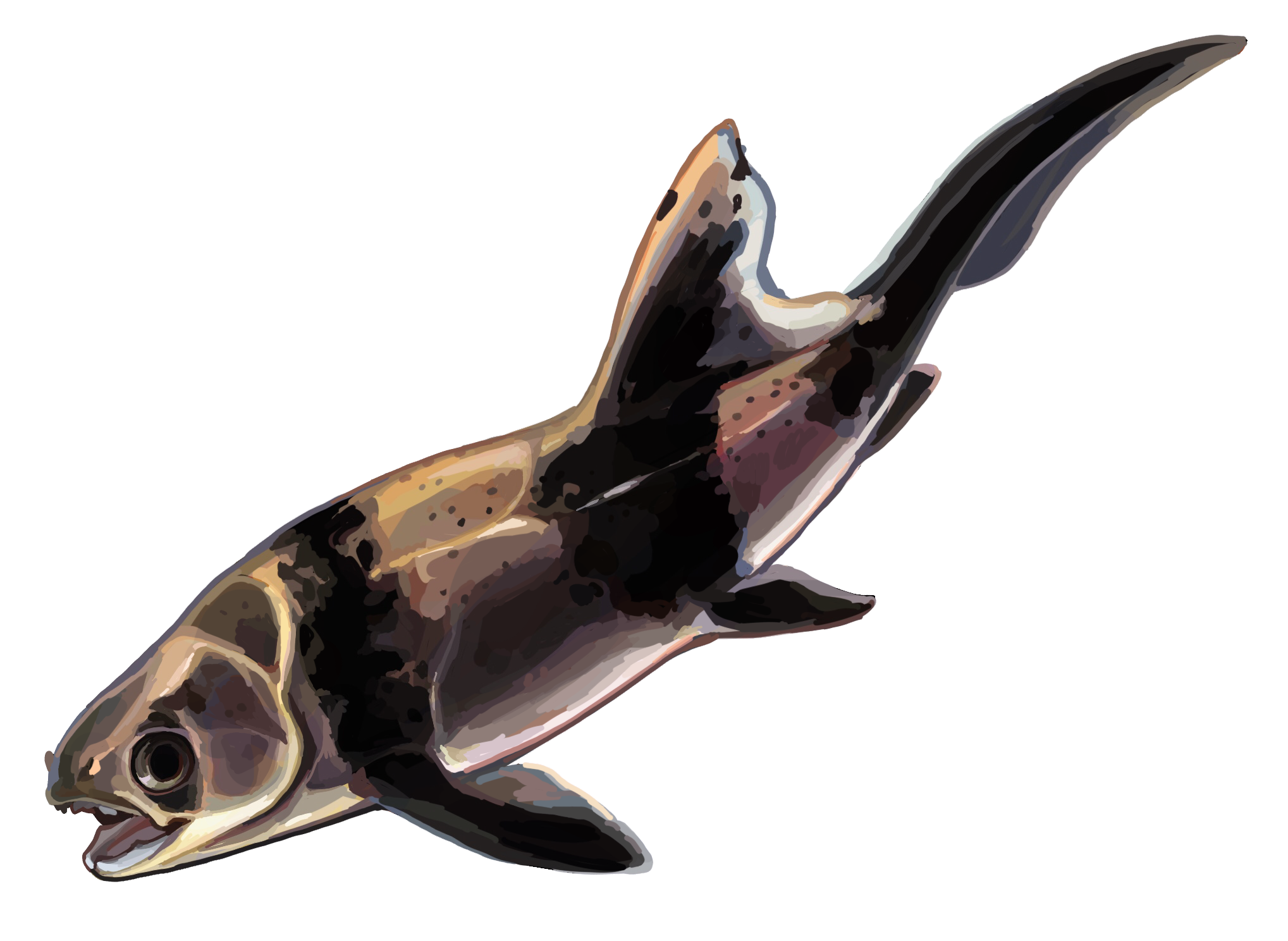
底生魚としての生態が推測されるコッコステウス
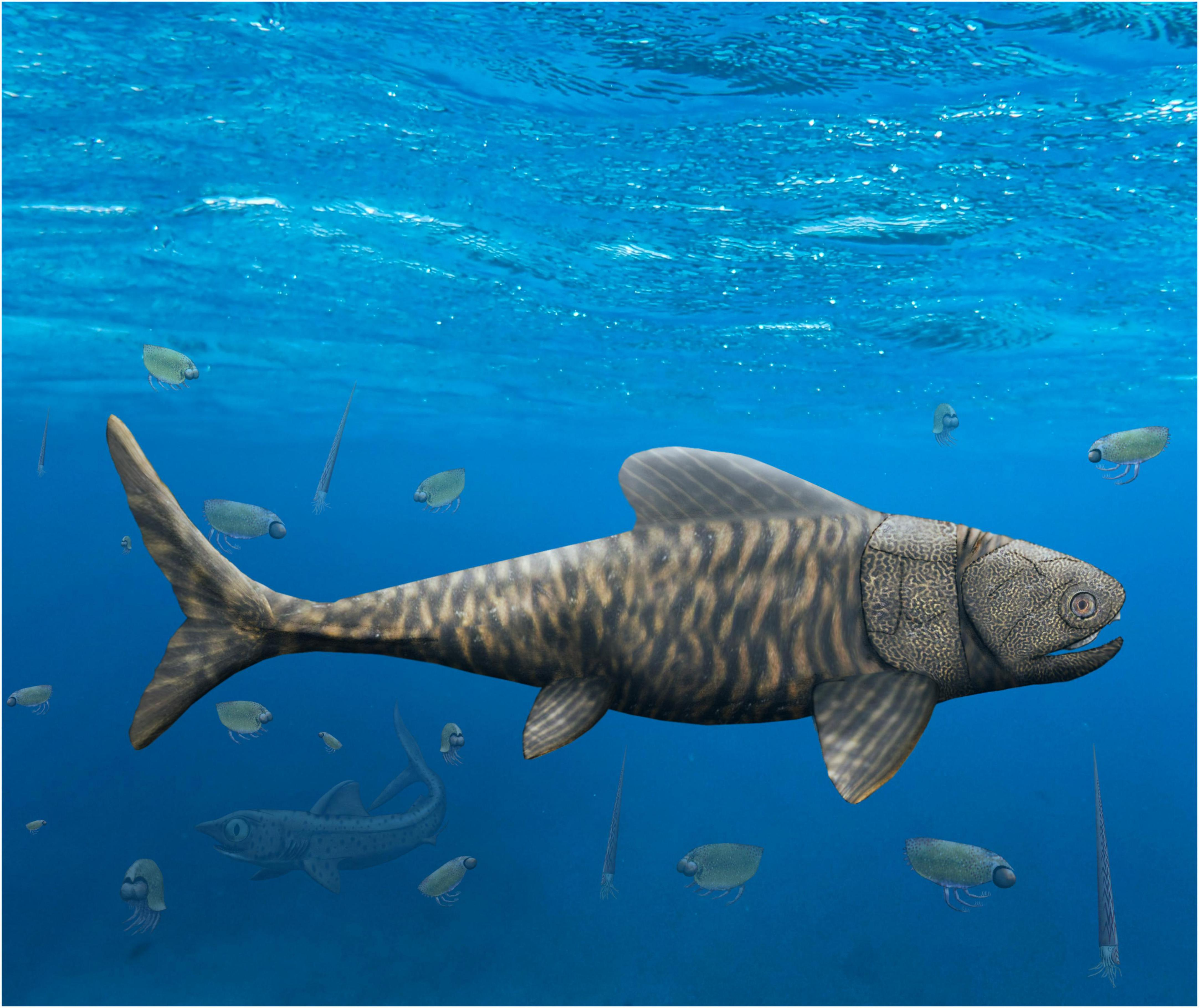
サメに近い体形の全身化石から知られるアマジクティス（Amazichthys）

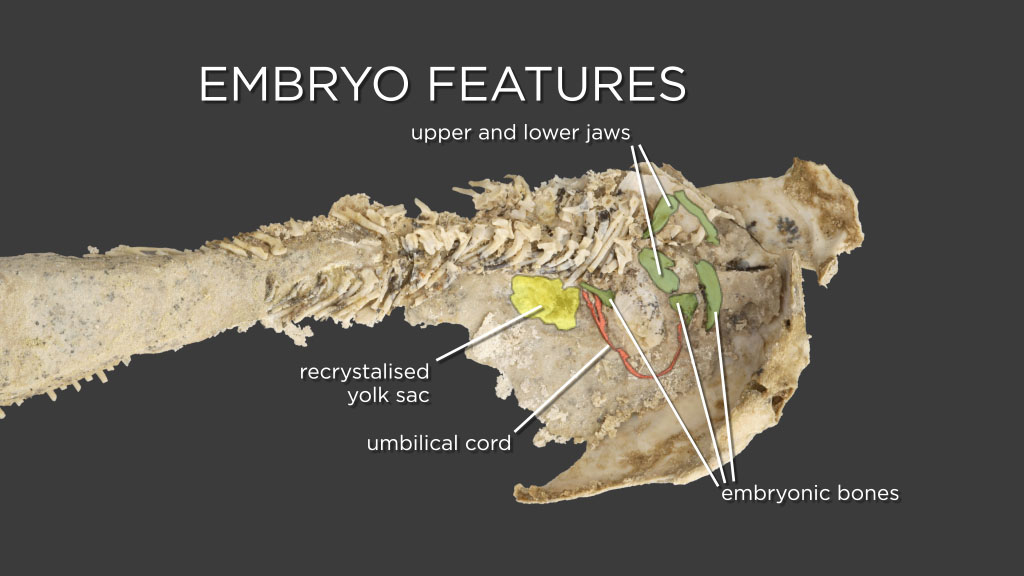
板皮類の1種（Materpiscis attenboroughi）の化石標本。胎子とみられる個体を内包しており、本種が胎生であったことを示唆している

装甲部以外の化石記録は少ないため、体形に関しては保存された一部の種からの推定に留まっている。ボトリオレピスなどの胴甲目には胴体や鰭の形態が知られる種がいくつか知られているものの、節頸目に関しては胴部の化石記録はかなり少ない。そのため例えばダンクルオステウスにおいては、全身化石が知られるわずかな例であるコッコステウスなどの復元に頼るしかなかった。しかしながら2017年にはコッコステウスは底生魚であり、ダンクルオステウスにおいて推測される活発な遊泳性の生態と一致しないとして、むしろサメに近い発達した鰭を持っていたのではないかという推測が出された。実際、2022年にはサメに近い形態をした節頸目の全身化石が記載されている。鰓室は神経頭蓋の前方に伸長し側面を皮骨に覆われ、5本の鰓弓をもつなど、鰓（えら）の発達も顕著であったと推測されている。

## 分類
以前の系統仮説では、板皮綱は単系統群であるとされ、Nelson（2006）の体系では顎口上綱に属する残るすべての仲間、すなわち軟骨魚綱・棘魚綱・Euteleostomi（硬骨魚類以下の脊椎動物すべてを包括したグループ）の姉妹群として位置付けられていた。だが、近年の系統解析結果は、板皮類がステム有顎脊椎動物(stem jawed vertebrates)を構成する側系統群であることを支持している。
板皮綱には約8目が認められてきた。以下に示す系統はCarr et al.（2009）で用いられたものに準ずる。

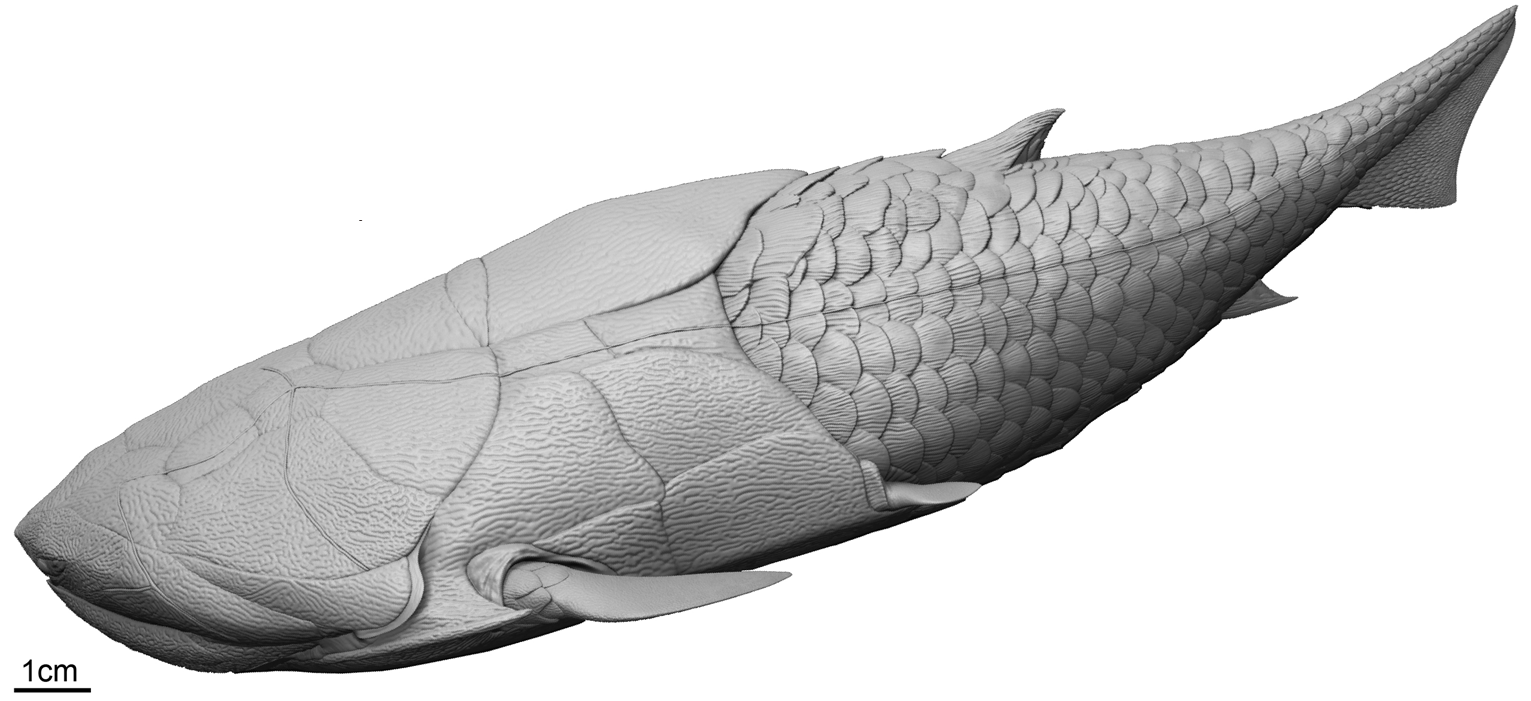
初期の板皮類（全顎板皮類）であるEntelognathus primordialisの全身復元CG

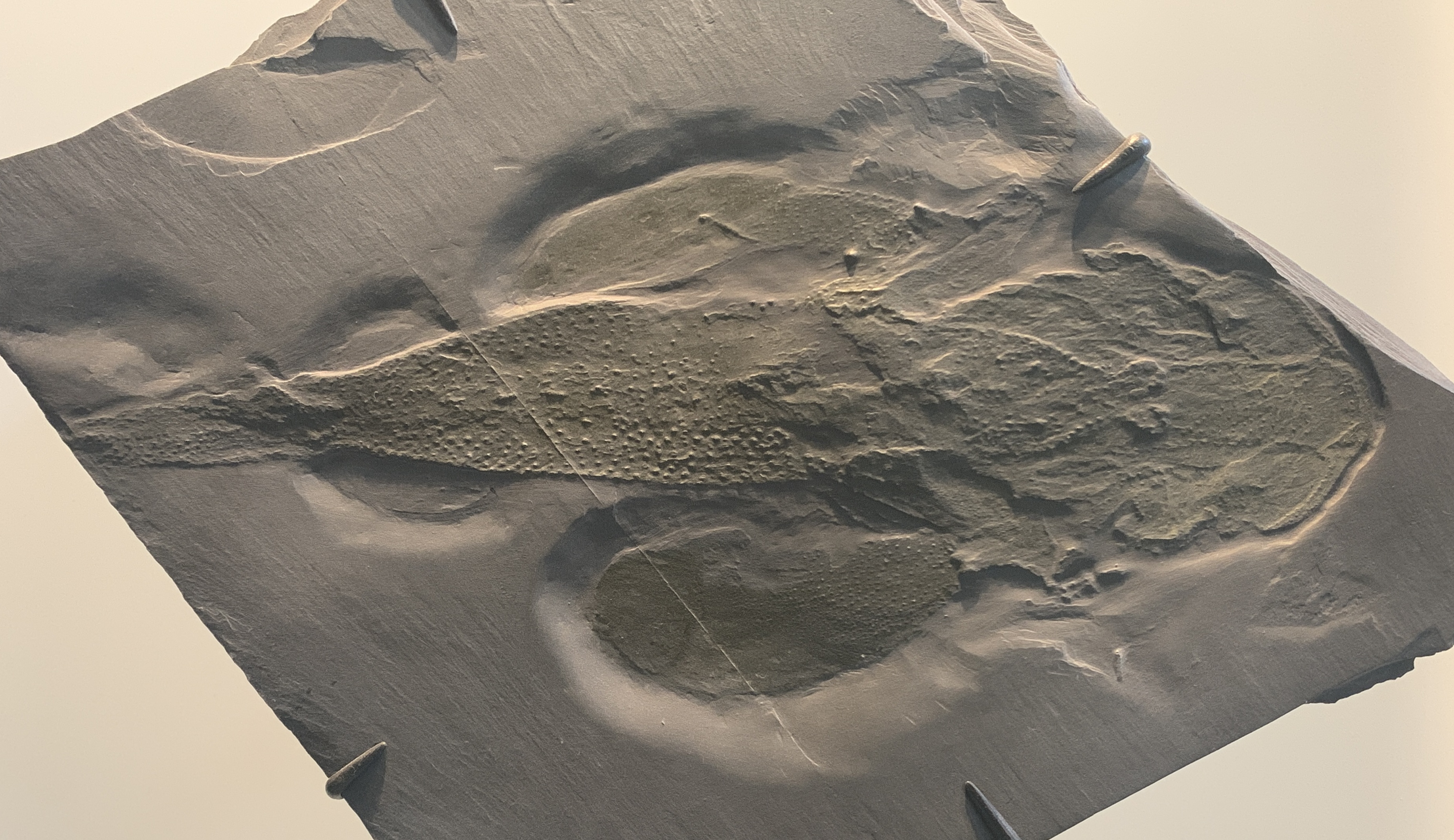
分類が不明瞭なStensioella heintziの化石

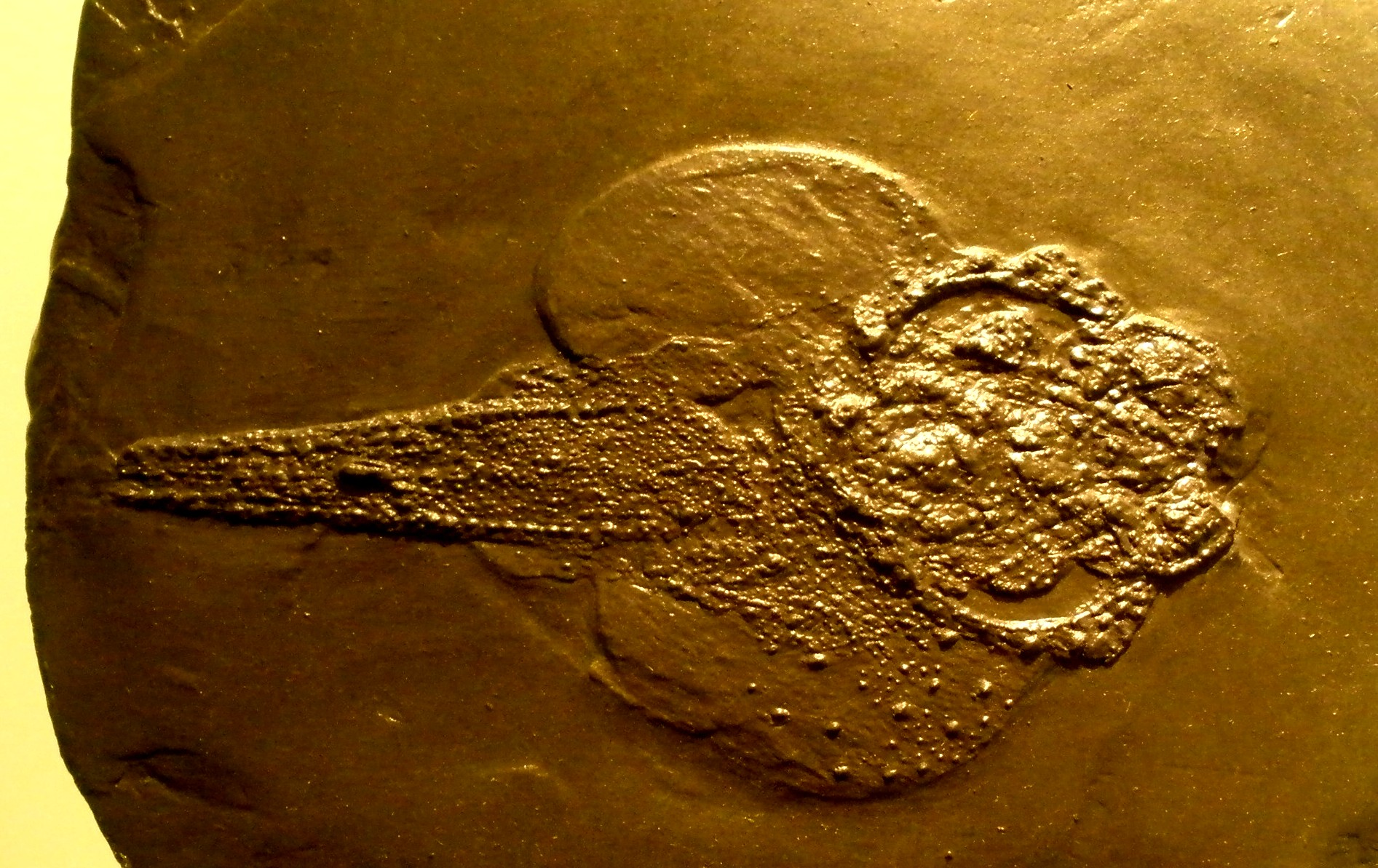
Rhenaniformes 目の1種（Gemuendina stuertzi）。エイのような体型が特徴

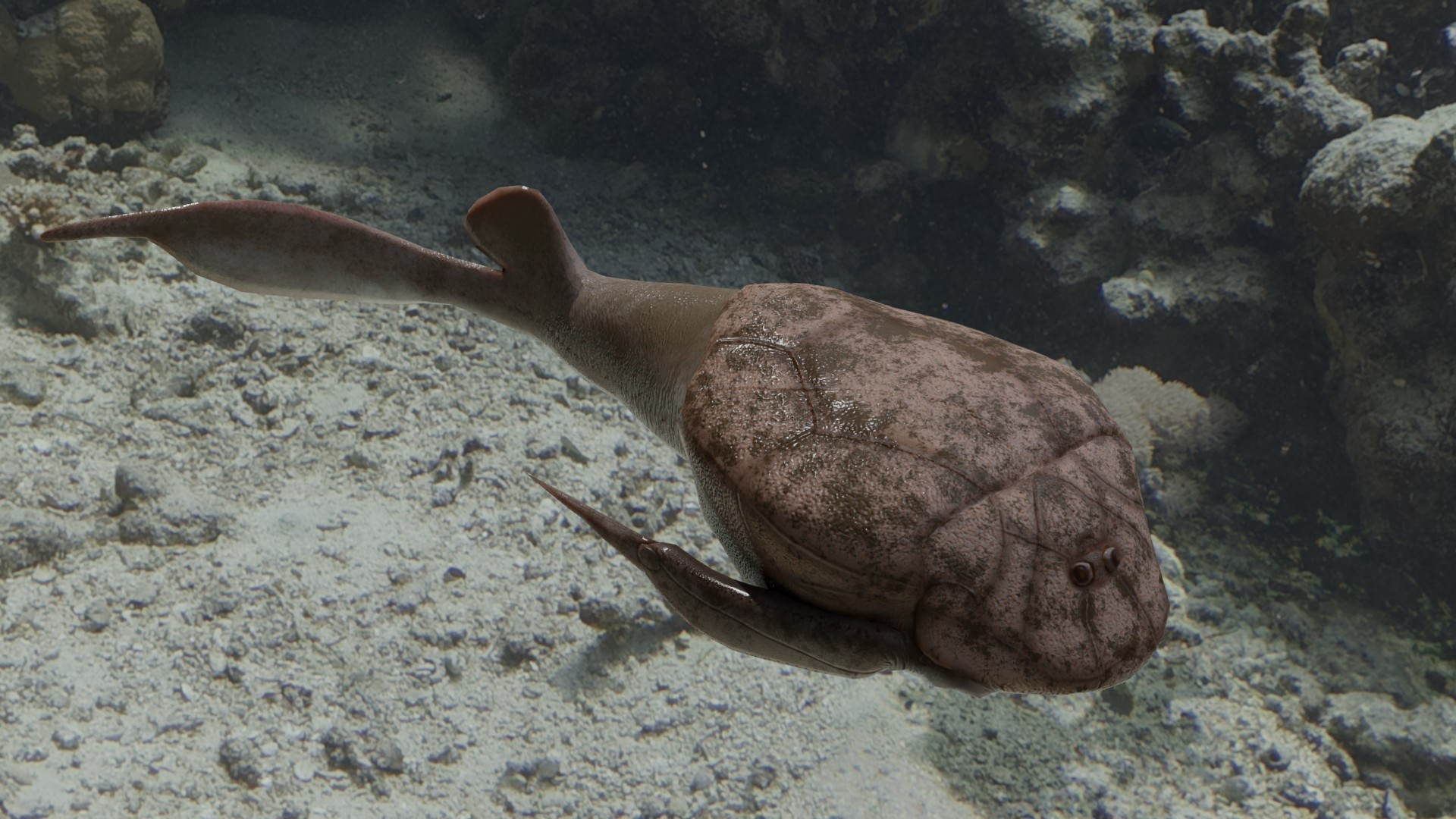
ボトリオレピスの一種 Bothriolepis canadensis （胴甲目）。関節で接続された腕のような胸鰭が特徴

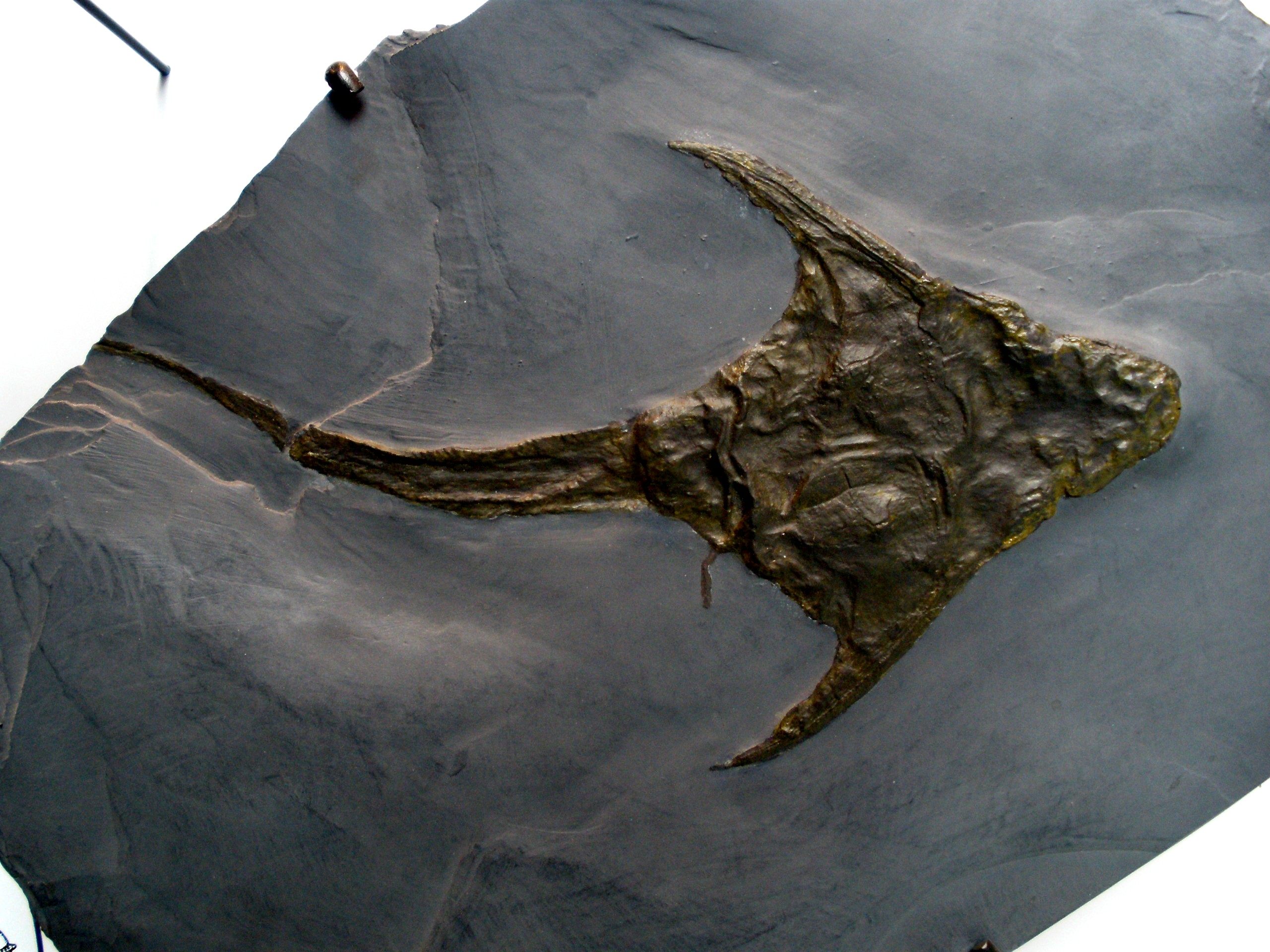
ルナスピス Lunaspis broili （Petalichthyiformes 目）の化石標本。主に北半球の海域に分布した

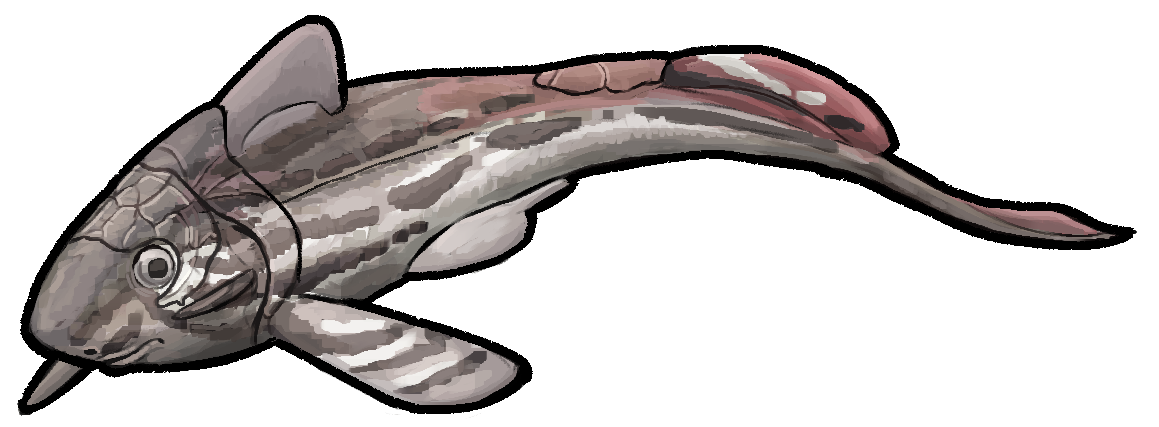
クテヌレラ Ctenurella gladbachensis（Ptyctodontiformes 目）の想像図

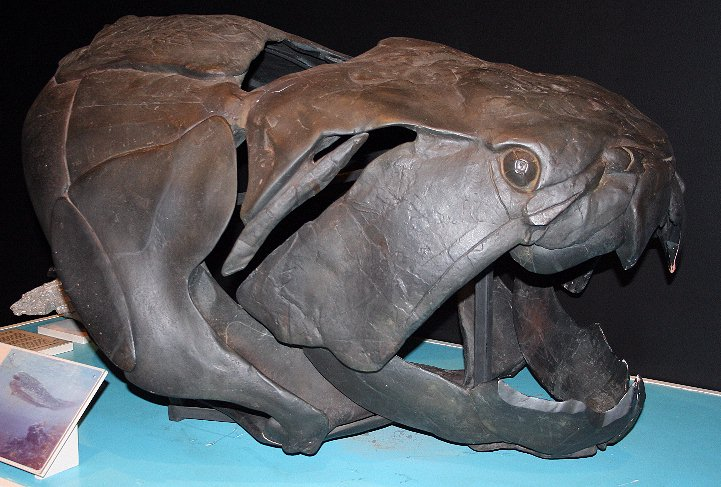
ダンクルオステウス Dunkleosteus （節頸目）の頭部復元像。強力な捕食者で、牙状になった顎骨で獲物を捕えたとみられる

- †全顎板皮類 maxillate placoderm[11]
2013年中国の後期シルル紀の地層から発見されたエンテログナトゥス Entelognathus [12]を含む、硬骨魚類が持つ上顎骨 maxilla などの顎周りの骨を獲得した板皮類。全顎板皮類の発見により、クラウン有顎脊椎動物（硬骨魚類 + 軟骨魚類）以前に硬骨魚類の顔面を構成する骨の配置パターンが進化し、顔面の骨を持たない軟骨魚類ではそれが二次的に失われたことがわかった。

- † Stensioelliformes 目
フンスリュック粘板岩から一属一種、Stensioella heintziからのみ知られる。形態から全頭類として分類される場合もあり、分類に関しては物議を醸されている[13]。
- †Pseudopetalichthyiformes 目
フンスリュック粘板岩から3属が知られる。なお、この目に含まれる属にStensioellaを加え、単に"stensioellids"と呼ばれるグループに分類する場合もある[14]。
- †Acanthothoraciformes 目
デボン紀前期に分布した海水魚の一群で、化石種は現在のヨーロッパ・アジア・カナダ極北部に産する[4]。顎をもつ脊椎動物として最も早期に出現したグループと考えられており[4]、Brindabellapis 属・Murrindalaspis 属など数属が知られる。
- †Rhenaniformes 目
デボン紀の海産魚で、北アメリカ・ボリビア・ドイツから化石種が知られる。エイのような体型をもち、1科を含む。
  - Asterosteidae 科
- †胴甲目 Antiarchiformes
デボン紀を通じて、すべての大陸に分布した淡水魚の仲間で、2亜目7科に分類される。口はやや下向きに、眼は背中側についており、底生生物（ベントス）を捕食していたとみられる。松果体は眼の間にある。
  - Yunnanolepoidei 亜目
「Yunnanolepidoidei」と表記されることもある。2科を含むが、いずれの科にも所属しない暫定的な属が多数知られる。
    - Chuchinolepidae 科
    - Yunnanolepidae 科

  - Bothriolepoidei 亜目
「Bothriolepidoidei」と表記されることもある。2下目5科に細分され、Euantiarcha 下目は関節でつながった胸鰭をもつ。帰属未定の属も多数。
    - Sinolepida 下目
      - Sinolepidae 科

    - Euantiarcha 下目
      - Microbrachiidae 科
      - Bothriolepidae 科 - ボトリオレピス（ボスリオレピス）
      - Gerdalepidae 科
      - Asterolepidae 科
- †Petalichthyiformes 目
デボン紀全体を通じて知られ、北アメリカ・ヨーロッパ・モロッコ・アジア・オーストラリアから記録がある。比較的多様性に乏しいグループで、数属のみが知られている。
- †Ptyctodontiformes 目
デボン紀前期に出現。現在の北アメリカ・ヨーロッパ・アジア・北アフリカ・オーストラリアに分布しており、腹鰭の形態が雄と雌で異なる性的二形を示す。雄の腹鰭には雌の体を保持するための構造があり、交尾による体内受精を行っていたと推測されている。現生の全頭亜綱（ギンザメの仲間）と多くの類似点をもつ。
  - Ptyctodontidae 科 - Ctenurella・Rhamphodopsis
- †節頸目 Arthrodiriformes
デボン紀においてほとんどの主要な大陸に分布していた[4]。板皮類として最も研究が進んでおり、多くの属が所属するグループ。ネクトン（遊泳生物）を捕食していたとみられ、4亜目に区分される。
  - Actinolepidoidei 亜目
    - Actinolepidae 科

  - Phyllolepida 亜目
1科3属が知られ、いずれもデボン紀中期から後期にかけて知られる淡水魚である。南極・オーストラリア・ヨーロッパ・グリーンランドから報告がある。
    - Phyllolepidae 科

  - Phlyctaeniida 亜目
    - Phlyctaeniidae 科
    - Groenlandaspididae 科

  - Brachythoraci 亜目
ダンクルオステウス（またはダンクレオステウス）はナイフ状の顎骨をもつ強力な捕食者[注釈 2]で、全身化石が知られていないため推測値にはばらつきがあるものの少なくとも4m程度はあったと推測されている[15]。
    - Bunchanosteidae 科
    - Camuropiscidae 科
    - Coccosteidae 科 - コッコステウス
    - Dinichthyidae 科
    - Dunkleosteidae 科 - ダンクルオステウス
    - Mylostomatidae 科
    - Panxiosteidae 科
    - Selenosteidae 科
    - Titanichthyidae 科
    - Wuttagoonaspidae 科